# Éva Bednay
Éva Bednay (cunoscută și sub numele de Eve B'ay, n. 1 mai 1927, Budapesta, Regatul Ungariei – d. 21 iunie 2017, Bonn, Germania) a fost o pictoriță maghiară, cunoscută pentru lucrările ei mixte, care au folosit stratificarea vopselei și lacului, încorporând adesea bucăți de metal, plastic și textile. Formată la Budapesta, ea a locuit în Statele Unite ale Americii la începutul anilor 1970 înainte de a se stabili la Bonn, Germania. În 2009, ambasadele Ungariei și Germaniei au găzduit în suburbia Wassenaar, în Palatul De Paauw, o expoziție cu opera ei de-o viață. În anul următor, Institutul Cultural Central European din Budapesta a găzduit prima retrospectivă a lucrărilor sale în țara natală de la începutul anilor 1980. Are lucrări în colecții publice din Germania și Țările de Jos, precum și picturi în colecții private.

## Biografie
Bednay s-a născut la 1 mai 1927, la Budapesta, în Regatul Ungariei. În 1946, a absolvit Colegiul de Arte Aplicate din Budapesta, după ce a studiat cu Endre Domanovszky⁠(hu)[traduceți], Kacziány Aladár⁠(hu)[traduceți] și Erzsébet Páris. S-a căsătorit cu Dezső Bednay, care a operat un Showroom⁠(d) de mobilă pe Bulevardul István, unde a proiectat mobilier, interioare și piese de artă emailate. La începutul carierei sale, ea și soțul ei au predat artă la Institutul de Stat al Persoanelor cu Handicap, formând tinerii pentru a dobândi abilități comerciale în artă.
În anii 1950, în timp ce soțul ei s-a îndreptat mai mult spre arta plastică, stilul lui Bednay s-a schimbat de la Art Nouveau la mijloace de expresie mai moderne, îmbrățișând un stil abstract, influențat de lucrările lui Marc Chagall, Henri Matisse, Amedeo Modigliani și Picasso, deși nu a încorporat tendințele occidentale către expresionism sau arta pop. „[Pentru a întări relația dintre artist și public”, lucrarea ei a ignorat tendințele diferitelor mișcări artistice, urmând calea filosofică a construcționismului estetic strict, păstrând atemporalitatea artei și conformându-se cu principiile sale canonice.
La fel ca și alți artiști ai epocii ei, Bednay a fost obligată să se alăture Fundației de Arte Frumoase, care, după judecarea lucrărilor, le cumpăra la prețuri minime și le comercializa în străinătate. Acest lucru a limitat autonomia artiștilor asupra propriilor producții și i-a îndepărtat de semenii lor și de cetățenii din Ungaria. În ciuda restricțiilor, Bednay a organizat o expoziție personală în 1968 la Budapesta. Până la începutul anilor 1970, ea și soțul ei au luat decizia de a părăsi Ungaria în căutarea libertății artistice și s-au mutat la New York în 1972. În 1973, Bednay a găzduit o expoziție personală în Manhattan, la Galeriile Zalaváry și a participat la expoziții de grup în Cleveland și New York City. În 1974, cuplul s-a mutat la Bonn, Germania, dar ea a continuat să participe la expoziții de artă în Statele Unite, inclusiv la Artists International din New York în 1974 și 1977. Pe lângă expozițiile organizate la Bonn în 1978, 1983 și 1987, Bednay a avut expoziții individuale la Köln (1980), Zurich (1984), Bergheim (1992) și Münster (1998), precum și alte participări la expoziții de grup în diferite locuri.

## Stil
Pe măsură ce artele vizuale au crescut în importanță în anii 1950, Bednay a început să experimenteze cu noi materiale și tehnici. În anii 1960, ea a dezvoltat un stil de colaj rustic, folosind straturi de vopsea și lac pe care a lipit bucăți de metal, plastic și material textil. După mutarea ei în Germania, Bednay a încorporat mai multe textile, folosind culorile și modelele țesăturilor în lucrările ei. Ea a explorat multe tipuri diferite de tehnici și a combinat adesea diverse medii, inclusiv grafică, vopsea în ulei, pasteluri în ulei și textile pentru a-și crea lucrările. În anii 1980, ea a început să creeze portrete și peisaje imaginare cu mătase și pasteluri cu ulei.
În 1981, Bednay a participat la o expoziție Tisztelet a szülőföldnek (Respectul pentru patrie) la Műcsarnok (Galeria de Artă) din Budapesta, care a prezentat lucrări de artă ale diasporei maghiare. Lucrările sale nu au mai fost expuse în Ungaria timp de decenii, deși presa a reflectat adesea evenimentele ei în străinătate. În 2009, o expoziție de o lună a operei ei de-o viață a fost găzduită în suburbia Wassenaar, la Palatul De Paauw, de către ambasadele Ungariei și Germaniei. Expoziția a fost parte a sărbătorilor pentru cea de-a 20-a aniversare a reunificării Europei și a arătat rolul important pe care l-a jucat arta în realizarea unei punți între diviziunile politice ale timpului ei. Un alt spectacol, Budapesta – New York – Bonn – Budapesta a fost găzduit în 2010 la Budapesta la Institutul Cultural Central European. Heijo Klein, istoric de artă, care conduce Studioul de Arte Vizuale de la Institutul de Istoria Artei de la Universitatea din Bonn, a publicat o monografie pentru expoziția despre Bednay în limba engleză, germană și maghiară, evaluând impactul volumului ei de lucrări artistice.

## Deces și moștenire
Éva Bednay a murit la 21 iunie 2017 la Bonn, în Germania. Lucrările lui Bednay se află în colecții publice la Muzeul de Stat din Bergheim, Muzeul de Stat din Siegburg⁠(de)[traduceți], Universitatea din Bonn, Universitatea din Münster și Ambasada Ungariei la Haga, printre altele, precum și în colecții private.

### Citate
1. ↑  Eva Bednay, RKDartists, accesat în 9 octombrie 2017
2. ↑  Éva Bednay, Allgemeines Künstlerlexikon Online
3. ↑  PIM authority[*] Verificați valoarea |titlelink= (ajutor);
4. ↑  Gondolatok Bednay Éva emlékére (în maghiară)
5. ↑  Enciklopédia Kiadó 2003.
6. 1 2 3 4 5 6  East Art Mags 2018.
7. 1 2 3 4 5  Blahó 2009.
8. 1 2 3  East Art Mags 2013.
9. 1 2 3 4 5 6 7 8  Gyebnár 2017.
10. ↑  Detels 1999, pp. 40–42.
11. ↑  Gyebnár 2009, p. 24.
12. 1 2 3  Gyebnár 2009, p. 25.
13. ↑  Lovas 2009.
14. 1 2  East Art Mags 2010.